# Spirostreptus furcata
Spirostreptus furcata är en mångfotingart som beskrevs av Karsch 1881. Spirostreptus furcata ingår i släktet Spirostreptus och familjen Spirostreptidae. Inga underarter finns listade i Catalogue of Life.